# Gueltas
Gueltas es una comuna francesa situada en el departamento de Morbihan, de la región de Bretaña.

## Historia
Fue creada en 1839 por segregación de terrenos pertenecientes a la comuna de Noyal-Pontivy.

## Demografía
| Gráfica de evolución demográfica de Gueltas entre 1841 y 2022 |
|                                                               |

Los datos demográficos contemplados en este gráfico se han cogido de la página francesa EHESS/Cassini.